# Hypselosoma amieuensis
Hypselosoma amieuensis (лат.) — вид хищных клопов рода Hypselosoma из семейства Schizopteridae. Эндемики Новой Каледонии (Океания), на высоте 400—1000 м. Тело мелкое, компактное, длина около 2 мм. Длина задней голени самцов — 0,82 мм, ширина переднегрудки в среднем 0,99 мм (длина — 0,53 мм).
Лабиум 4-члениковый. 1-й и 2-й членики усиков короткие. Голова направлена вниз, глаза крупные. Гениталии самцов асимметричные. Вид был впервые описан в 2013 году австралийским энтомологом Лайонелом Хиллом (Lionel Hill; Девонпорт, Тасмания, Австралия). Название таксона Hypselosoma amieuensis дано по имени места нахождения типовой серии (d’Amieu).